# Róklas
Róklas (deutsch Rocklaß, 1933 bis 1945 Eckwald) ist ein kleines Dorf in der polnischen Woiwodschaft Ermland-Masuren und gehört zur Gmina Wielbark (Stadt- und Landgemeinde Willenberg) im Powiat Szczycieński (Kreis Ortelsburg).

## Geographische Lage
Róklas liegt in der südlichen Mitte der Woiwodschaft Ermland-Masuren, 19 Kilometer südwestlich der Kreisstadt Szczytno (deutsch Ortelsburg).

## Geschichte
Bereits am 12. September 1765 wurde der Vorschlag des Kammeramtes Willenberg (polnisch Wielbark), „eine Dorfstelle zu Rocklaß auf Scheffelplätzen anzusetzen“, durch königliche Kabinettsordre genehmigt. Allerdings erst am 4. Oktober 1782 wurde die Gründungshandfeste ausgestellt. 1787 werden die Gebäude inspiziert und in ordentlichem Zustand befunden. Doch wurden auch die armseligen Vermögensumstände der Einwohner festgestellt. Die wirtschaftlichen Verhältnisse wurden auch durch die Reformmaßnahmen in der Mitte des 19. Jahrhunderts nicht besser.
Von 1874 bis 1945 war Rocklaß in den Amtsbezirk Kannwiesen (polnisch Chwalibogi, nicht mehr existent) im ostpreußischen Kreis Ortelsburg eingegliedert. Am 1. Dezember 1910 zählte Rocklaß 186 Einwohner. Sie konnten bald von einer wirtschaftlichen Verbesserung profitieren, die in den 1920er Jahren nicht zuletzt aufgrund der Regulierung des Omulef-Flusses (polnisch Omulew) einsetzte.
Aufgrund der Bestimmungen des Versailler Vertrags stimmte die Bevölkerung in den Volksabstimmungen in Ost- und Westpreussen am 11. Juli 1920 über die weitere staatliche Zugehörigkeit zu Ostpreußen (und damit zu Deutschland) oder den Anschluss an Polen ab. In Rocklaß stimmten 142 Einwohner für den Verbleib bei Ostpreußen, auf Polen entfielen keine Stimmen.
Am 22. Juni 1933 wurde Rocklaß in „Eckwald“ umbenannt. Im gleichen Jahr belief sich die Zahl der Einwohner auf 191, sank aber wieder bis 1939 auf 165.
Als 1945 in Kriegsfolge das gesamte südliche Ostpreußen an Polen überstellt wurde, war auch Eckwald davon betroffen. Das Dorf erhielt die polnische Namensform „Róklas“ und ist heute eine Ortschaft innerhalb der Gmina Wielbark (Stadt- und Landgemeinde Willenberg) im Powiat Szczycieński (Kreis Ortelsburg), bis 1998 der Woiwodschaft Olsztyn, seither der Woiwodschaft Ermland-Masuren zugehörig. Im Jahre 2011 belief sich die Zahl der Einwohner auf 43.

## Kirche
Kirchlich war Rocklaß resp. Eckwald bis 1945 zur Stadt Willenberg ausgerichtet: zur evangelischen Kirche Willenberg in der Kirchenprovinz Ostpreußen der Kirche der Altpreußischen Union sowie zur dortigen römisch-katholischen Pfarrkirche im Bistum Ermland.
Katholischerseits besteht auch heute der Bezug von Róklas zur Pfarrei in Wielbark, die jetzt zum Erzbistum Ermland gehört. Die evangelischen Einwohner orientieren sich jetzt zur Pfarrei in Szczytno (Ortelsburg) in der Diözese Masuren der Evangelisch-Augsburgischen Kirche in Polen.

## Infrastruktur

### Verkehr
Róklas liegt drei Kilometer südwestlich der DW 508, die Jedwabno (Gedwangen) mit Wielbark (Willenberg) verbindet. Von Wesołowo (Wessolowen, 1938 bis 1945 Fröhlichshof) führt eine Straße direkt nach Róklas. Eine Anbindung an den Bahnverkehr gibt es nicht.

### Schule
Während der Regierungszeit König Friedrich Wilhelms III. wurde in Rocklaß eine Dorfschule gegründet. Der Unterricht wird auch heute noch in dem Backsteingebäude erteilt, das 1904 neu errichtet wurde.

## Kultur, Sehenswürdigkeiten

### Waldlehrpfad
In Róklas gibt es den Waldlehrpfad „An der Sawitz“ (polnisch Leśna ścieżka edukacyjna „Nad Sawicą“), der in einer Länge von etwa zwei Kilometern als Rundweg durch den Wald führt. Entlang der markierten Route gibt es Tafeln und Bildstände, die über den Wald und die örtliche Waldwirtschaft informieren. Der Weg beginnt am Waldparkplatz und endet am Erster-Weltkrieg-Friedhof.

### Grüne Radtouristenroute
Der Waldlehrpfad „An der Sawitz“ ist zugleich der Endpunkt einer „Grünen Radtouristenroute“ (polnisch Rowerowy zielony szlak turystyczny), die über eine Länge von 34,80 Kilometer verläuft. Sie beginnt in Kucbork (Kutzburg), führt vorbei am Zielone Góry (Grünes Gebirge), berührt Sasek Mały (Paterschobensee), macht einen Abstecher zum Campingplatz am Głęboczek-See, durchfährt das Dorf Wesołowo (Wessolowen, 1938 bis 1945 Fröhlichshof) am Omulef-Fluss und endet nach drei Kilometern in Róklas.